# El Real de San Vicente
El Real de San Vicente település Spanyolországban, Toledo tartományban. El Real de San Vicente Almendral de la Cañada, La Iglesuela, Fresnedilla, Higuera de las Dueñas, Pelahustán, Garciotum, Castillo de Bayuela, Hinojosa de San Vicente és Navamorcuende községekkel határos. Lakosainak száma 981 fő (2024).

## Népesség
A település népessége az utóbbi években az alábbiak szerint változott:
| Lakosok száma | 988  | 1044 | 1088 | 1097 | 1097 | 1011 | 969  | 922  | 973  | 981  |
|               | 2001 | 2004 | 2007 | 2009 | 2012 | 2014 | 2017 | 2019 | 2022 | 2024 |